# Torres Igvanas Tara Eco City
Torres Igvanas Tara Eco City es un complejo de tres edificios de apartamentos ubicado en la ciudad de San Pedro Sula, en Honduras, específicamente entre Villas Mackay, El Barrial y la Colonia Tara, San Pedro Sula. la torre llegó a su altura máxima a inicios de 2018, se han tenido atrasos en su inauguración hasta la fecha solo se ha construido 1 de las tres torres. Se irá avanzando conforme a la demanda de los usuarios. Actualmente ostenta ser el edificio residencial más alto de Honduras, con 122,5 m

## Descripción de la obra
Las Torres Igvanas Tara Eco City es un proyecto promovido por el grupo hondureño Innovaciones Metropilitanas S.A. de C.V., las tres torres contarán con 34 plantas y 122,5 metros de altura.
El proyecto se construye en predios de hacienda Tara, en San Pedro Sula, una de las zonas más ecológicas de la ciudad y cerca de la zona metropolitana. Los tres edificios de apartamentos serán iguales en tamaño y diseño y la constructora confirmó que contaría con 35 plantas. La primera torre inicio sus obras en agosto de 2014, la torre ha sufrido muchos retrasos para su inauguración, pero su altura arquitectónica llegó a finales de 2017, los retrasos han alargado su inauguración primero en el 2018 posterior en el 2019 y aun en el 2020 siguen terminando algunos detalles interiores y exteriores de la torre.
El plan del proyecto comprende 3 torres de 34 niveles en un área de 17 manzanas de terreno de los cuales más de la mitad estarán destinadas a áreas verdes.

## Anexos
- Anexo:Edificios más altos de Centroamérica
- Anexo:Edificios más altos de Honduras
- Anexo:Países por altura máxima de rascacielos